# الحب الأول (رواية)
الحب الأول (بالروسية: Первая любовь) هي رواية قصيرة بقلم الكاتب الروسي أيفان تورغينيف نشرت عام 1860 م. وهي تعتبر من أشهر الأعمال القصيرة بين ما كتبه. وتدور القصة حول قصة حب بين فتاة في الحادية والعشرين وفتى في السادسة عشرة، إلا أن الفتاة تقع لاحقا في حب والد الفتى.